# Простатит
Простатит (лат. prostatitis; анат. prostata- передміхурова залоза + -itis- запалення) — запалення передміхурової залози (простати).
Передміхурова залоза — це суто чоловічий орган, внаслідок чого простатит може розвинутися тільки у чоловіків. У жінок у дистальній третині сечовипускного каналу (уретри) існують залози Скіна (Skene's glands) — аналоги простати, запалення яких може спричинити розвиток клінічних ознак, схожих з проявами простатиту.
Простатит є досить поширеним захворюванням і в США становить 8 % від усіх урологічних захворювань і 1 % від причин первинного звернення до лікаря.

## Класифікація
Відповідно до критеріїв Американського Національного Інституту Охорони здоров'я (NIH USA) від 1995 розрізняють чотири категорії простатиту:
1. Гострий (бактеріальний) простатит;
2. Хронічний бактеріальний простатит;
3. Хронічний небактерійний простатит / синдром хронічного тазового болю (CP / CPPS);
  - Запальний хронічний тазовий больовий синдром (в секреті простати, сечі і еякуляті визначають лейкоцити);
  - Незапальний хронічний тазовий больовий синдром, при якому ознаки запалення відсутні;
4. Асимптоматичний хронічний простатит.

## Хронічний бактеріальний

### Етіологія і патогенез
Виникає в результаті інфекції, що уражає передміхурову залозу, рідше за іншими причинами.
Факторами, що призводять до хронічного простатиту, є:
- Хронічне переохолодження.
- Несвоєчасне випорожнення сечового міхура.
- Тривалі періоди стриманості, точніше нерегулярність статевого життя.
- Малорухливий спосіб життя.
- Супутні захворювання сечостатевої системи (пієлонефрит).
- Шкідливі звички (куріння, алкоголізм).
- Хронічні запальні захворювання організму (наприклад, хронічний бронхіт) і хронічні осередки інфекції у вашому організмі (наприклад, тонзиліт, не вилікувані каріозні зуби).
- Перенесені венеричні і урологічні захворювання (гонорея, уретрит).

### Клінічні ознаки
Найчастіше захворювання перебігає безсимптомно або зі стертою клінічною картиною поза загостренням. Під час загострення з'являється біль в низу живота або мошонці, промежини, виникає порушення сечовипускання. Хронічний простатит може спричиняти часті рецидиви циститу (запалення сечового міхура), оскільки вогнище запалення в передміхуровій залозі служить резервуаром мікробів для зараження сечостатевого тракту.
Часто простатит розвивається як ускладнення хронічного інфекційного захворювання, що передається статевим шляхом — хламідіозу, трихомоніазу, уреаплазмозу тощо. У цьому випадку впродовж захворювання можуть відзначати лише дуже незначні зміни — неприємні відчуття при сечовипусканні стають трохи сильнішими, до них приєднуються незначний біль в промежині, виділення з сечовипускального каналу при дефекації. Зміни і без того не занадто яскравої клінічної картини захворювання можуть бути такі несуттєві, що хворі зовсім не звертають на них ніякої уваги.
Через деякий час захворювання на простатит, зазвичай, у чоловіка з'являються проблеми з ерекцією. Це пов'язано із залученням до запального процесу нервів, відповідальних за еректильну функцію, які проходять через передміхурову залозу. Хронічний простатит дуже негативно позначається на загальному самопочутті чоловіка, роблячи його вкрай дратівливим та незадоволеним власним самопочуттям. Часто це проявляється настільки яскраво, що лікарі говорять, що для успішного лікування простатиту треба бути не лише хорошим урологом, але і психологом.

### Діагностика
Оскільки здебільшого хронічний простатит перебігає безсимптомно, то основним методом його діагностики є визначення мікроорганізмів у тканинах передміхурової залози. Для виявлення бактерій висівають невелику кількість сечі або виділень з простати на поживне середовище. Крім того, проводять мікроскопію секрету передміхурової залози. Одним з критеріїв діагнозу є підвищення кількості лейкоцитів у секреті більше ніж 10 в полі зору. У деяких випадках спостерігають підвищення специфічного антигену простати (Prostate specific antigen- PSA.).

### Лікування
У лікуванні хронічного бактеріального простатиту застосовують тривалі курси антибактеріальної терапії (4-8 тижнів). При призначенні антибактеріальних препаратів слід брати до уваги, що деякі препарати (β-лактами і нітрофурантоїн) не проникають в тканини простати, є неефективними. Найчастіше використовують такі препарати з групи фторхінолонів — ципрофлоксацин, левофлоксацин, моксифлоксацин; макролідів — кларитроміцин, рокситроміцин тощо.
У деяких випадках за формування на тлі простатиту доброякісної гіперплазії передміхурової залози з розвитком артеріальної гіпертензії паралельно з антибактеріальними препаратами призначають альфа-адреноблокатори (доксазозин тощо), що є селективними антагоністами постсинаптичних α1-адренорецепторів, впливають на адренергічні рецептори простати і тканин простати, за рахунок селективної блокади α1-адренорецепторів, розташованих у м'язовій тканині та капсулі передміхурової залози, а також у шийці сечового міхура покращує уродинаміку, зменшує системний артеріальний тиск тощо.

### Прогноз
Незважаючи на розпочате лікування частота рецидивів хронічного простатиту перевищує 50 %. За рахунок усунення патогенетично значущих факторів, що сприяють хронізації та триванню хвороби, можна отримати стабільно безрецидивний стан у більшості чоловіків.